# Quadracus urticarius
Quadracus urticarius är en spindeldjursart som först beskrevs av Giovanni Canestrini och Massalongo 1893.  Quadracus urticarius ingår i släktet Quadracus, och familjen Diptilomiopidae. Arten är reproducerande i Sverige.